# جونغ تشول
جونغ تشول (بالكورية: 정철. ولد في 1536 ومات في 1593) هو سياسي وشاعر من عهد مملكة جوسون. يعرف أيضاً باسمه القلمي غيهام (계함) وسونغانغ (송강). درس جونغ على يد كم ين جاي (ولد في 1501 ومات في 1572) في هوانبيوكدانغ. أصبح جونغ قائداً للفصيل الغربي ثم نفي من الحكومة على يد إي سان هاي قائد الفصيل الشرقي المعادي.

## أعماله

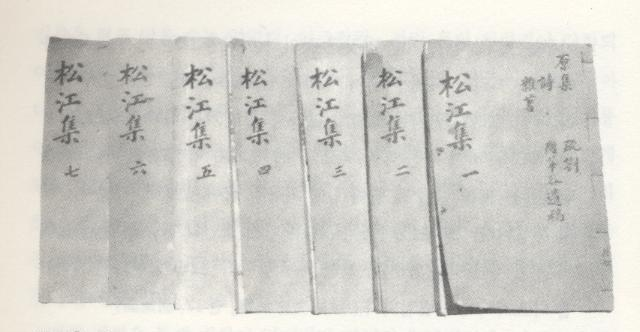
سونغانغ جب.

اشتهر جونغ بكتابته للعديد من قصائد غاسا وسجو وهما نوعان من الشعر الكوري. لجونغ العديد من الأعمال وهي:
- سونغانغ جب (송강집).
- سونغانغ غاسا (송강가사).
- سونغانغ بيولجب تشُلوك يُسا (송강별집추록유사).
- مُنتشونغ غونغ يُسا (문청공유사).
- سامِنغوك (사미인곡).
- سوكمِنغوك (속미인곡).
- أيريوندانغ هيونبان (애련당 현판).

## الأسرة
- الجد: جونغ وي (정위 - 鄭潙).
  - الأب: جونغ يو شم (정유침 - 鄭惟沈).
  - الأم: من عشيرة آن جكسان (죽산 안씨).
    - أخ: جونغ سو (정소 - 鄭沼).
    - أخت: جونغ غوين، وهي محظية الملك إنجونغ (귀인 정씨).
    - أخت: جونغ غنبوين، وهي زوجة الأمير غيرم (계림군).

### العائلة
- الزوجة: من عشيرة ريو منهوا (문화 류씨).
  - الابن الأكبر: جونغ كم يونغ (정기명 - 鄭振溟).
    - حفيد: جونغ أون (정운 - 鄭沄).

  - الابن الثاني: جونغ جونغ ميونغ (정종명 - 鄭宗溟).
    - حفيد: جونغ جك (정직 - 鄭溭).
    - حفيد: جونغ سو (정수 - 鄭洙).
    - حفيد: جونغ يون (정연 - 鄭沇).
    - حفيد: جونغ يانغ (정양 - 鄭瀁).
    - حفيد: جونغ جون (정전 - 鄭淟).

  - الابن الثالث: جونغ جن ميونغ (정진명 - 鄭振溟).
    - حفيد جونغ هان (정한 - 鄭漢).

  - الابن الرابع: جونغ هونغ ميونغ (정홍명 - 鄭弘溟).
    - حفيد: جونغ إي (정이 - 鄭涖).
- محظية: جن أوك (진옥 - 眞玉).
- محظية: غانغ آه (강아 - 江娥).

## روابط خارجية
- جونغ تشول على موقع الموسوعة البريطانية (الإنجليزية)
- جونغ تشول على موقع ميوزك برينز (الإنجليزية)